# Kanton Castelnaudary-Sud
Der Kanton Castelnaudary-Sud war von 1790 bis 2015 ein französischer Wahlkreis im Arrondissement Carcassonne, im Département Aude und in der Region Languedoc-Roussillon. Der Kanton umfasste den südlichen Teil der Stadt Castelnaudary und zwölf weitere Gemeinden. Die landesweiten Änderungen in der Zusammensetzung der Kantone brachten im März 2015 seine Auflösung.

## Gemeinden
| Gemeinde              | Einwohner (Stand: 2022) | Code postal | Code Insee |
| --------------------- | ----------------------- | ----------- | ---------- |
| Castelnaudary         | 12.212 *                | 11400       | 11076      |
| Fendeille             | 613                     | 11400       | 11138      |
| Labastide-d’Anjou     | 1261                    | 11320       | 11178      |
| Lasbordes             | 824                     | 11400       | 11192      |
| Laurabuc              | 411                     | 11400       | 11195      |
| Mas-Saintes-Puelles   | 937                     | 11400       | 11225      |
| Mireval-Lauragais     | 193                     | 11400       | 11234      |
| Montferrand           | 648                     | 11320       | 11243      |
| Pexiora               | 1264                    | 11150       | 11281      |
| Ricaud                | 328                     | 11400       | 11313      |
| Saint-Martin-Lalande  | 1109                    | 11400       | 11356      |
| Villeneuve-la-Comptal | 1424                    | 11400       | 11430      |
| Villepinte            | 1252                    | 11150       | 11434      |

* entspricht einem Teilbereich